# Netaïlove
Netaïlove (en ukrainien : Нетайлове et en russe : Нетайловo) est un village du raïon de Pokrovsk de l'oblast de Donetsk, en Ukraine. La population est de 1 141 personnes.

## Géographie
L'altitude du village est de 175 mètres.
Netaïlove est situé entre Karlivka et Pervomaiske.

## Histoire

### Guerre du Donbass
Pendant la guerre du Donbass, Netaïlove a été occupée de mai à juin 2014 et a été la porte d'entrée vers l'occupation de Karlivka. Plus tard, les forces de la RPD se sont retirées vers leurs positions à Donetsk

### Invasion russe de l'Ukraine
Lors de l'invasion russe de l'Ukraine en 2022, Netaïlove a été un site de combats et de bombardements par les forces russes, mais celles-ci ont été repoussées. Le 27 mai 2024, le ministère russe de la défense affirme contrôler le village.

## Personnes
Selon le recensement de 2001, la population du village était de 1 141 habitants, dont 52,06 % déclaraient que leur langue maternelle était l'ukrainien et 47,41 % le russe.

## Sources et références
1. ↑  « weather.in.ua - погода в с. Нетайлове (Донецька область, Ясинуватський район) - прогноз погоди в Україні на 3 та 5 днів », weather.in.ua (consulté le 7 avril 2023)
2. ↑  (uk) « Терористи ДНР залишили Карлівку, Нетайлове і Первомайське, а українські військові деблокували аеропорт Донецька », espreso.tv (consulté le 7 avril 2023)
3. ↑  (uk) « ЗСУ відбили ворожі атаки поблизу 22 населених пунктів », www.ukrinform.ua,‎ 8 février 2023 (consulté le 7 avril 2023)
4. ↑  Agence France-Presse, « La Russie revendique la prise de deux localités dans l’est de l’Ukraine », sur Mediapart, 27 mai 2024 (consulté le 27 mai 2024)
5. ↑  « Wayback Machine » [archive du 5 mars 2016], 5 mars 2016 (consulté le 7 avril 2023)